# Stanisław Wysocki (poseł)
Stanisław Józef Wysocki herbu Godziemba (ur. 16 czerwca 1850 w Krakowie, zm. 18 marca 1898 w Krakowie) – dyplomata austro-węgierski, poseł do austriackiej Rady Państwa.

## Życiorys
Ukończył kolegium jezuickiej i gimnazjum w Tarnopolu (1868) i Akademię Orientalną (k.k. Orientalische Akademie) w Wiedniu (1872). Odbył jako jednoroczny ochotnik służbę w 12 pułku huzarów (k. k. Husarenregiment Nr 12). W latach 1872–1875 był pracownikiem konsulatów austro-węgierskich w Smyrnie i Aleksandrii. Wicekonsul w 1876 w Rustczuk (obecnie Ruse, Bułgaria), Konstantynopolu (1877), Warszawie (1878-1879) i Niszu w Serbii (1879-1880). Szef konsulatu generalnego w Janinie (1880-1881) następnie konsul w Belgradzie (1882-1884). W 1884 zwolniony ze służby po konflikcie Ministerstwem Spraw Zagranicznych. W 1886 przeszedł w stan spoczynku.
Żona w posagu wniosła dobra w Jasienicy w pow. brzozowskim. Z przekonań konserwatysta - związał się ze stańczykami krakowskimi. Członek Rady Powiatowej w Brzozowie, z grupy gmin wiejskich (1891-1898) i członek Wydziału Powiatowego w Brzozowie (1895). Członek oddziału sanocko-lesko-krośnieńskiego Galicyjskiego Towarzystwa Gospodarskiego we Lwowie (1891-1898). Rzeczoznawca ds.dóbr ziemskich Sądu Obwodowego w Sanoku (1894-1898).
Poseł do austriackiej Rady Państwa VII kadencji (22 września 1885 – 23 stycznia 1891), z kurii I – większej własności ziemskiej, z okręgu wyborczego nr 7 (Przemyśl-Jarosław), IX kadencji (27 marca 1897 – 18 marca 1898), z kurii V powszechnej z okręgu wyborczego nr 7 (Sanok-Krosno-Jasło-Brzozów-Dobromil). Członek grupy posłów konserwatywnych – stańczyków Koła Polskiego w Wiedniu. Po jego śmierci w 1898 jego mandat objął Jan Stapiński.
Pochowany na cmentarzu Rakowickim w Krakowie,

## Rodzina i życie prywatne
Syn Antoniego (1796-1977) i Emmy (1809-1871) z Ogińskich. W 1881 ożenił się z Zofią Klementyną z Załuskich (1854-1939), mieli dwóch synów Stanisława Karola (1882-1961) i Henryka (1884-1969).